# 喜多村緑郎 (初代)
初代 喜多村 緑郎（しょだい きたむら ろくろう、1871年9月7日（明治4年7月23日） - 1961年（昭和36年）5月16日）は、明治 - 昭和期の新派の女形俳優。

## 生涯
東京市日本橋区橘町（現在の中央区日本橋浜町）の薬種問屋に生まれた。本名は六郎。
少年期、丁稚奉公に出され、帰って雑俳に凝り、その仲間と素人芝居をしていたが、1892年（明治25年）、「青柳捨三郎一座」で初舞台を踏み、そのときの兄役伊井蓉峰に勧められて「青柳一座」の北海道巡業に加わり、新派俳優への志を固めた。1893年から東京の芝居に加わった。『北村みどり』や『北村緑郎』を芸名とした。
1896年（明治29年）（25歳）、高田実、秋月桂太郎、小織桂一郎らと『成美団』を結成し、大阪の『角座』、『朝日座』などで新派の上演を続けた。壮士芝居と違う、写実的な芸風の一座であった。泉鏡花の原作を花房柳外が脚色した『瀧の白糸』は明治28年川上一座が駒形浅草座で初演し、翌年の暮れ、喜多村緑郎が白糸を演じて賞賛を博した。不如帰を初演した。1904年独立し、北区にあった大衆劇場『天満座』に拠った。
1906年（明治39年）（35歳）、一足早く帰った高田実に招かれて東京に戻り、「本郷座」の一座に入った。1908年、伊井蓉峰と組み、新富座で、泉鏡花の『湯島の境内』を台本にした『婦系図』を初演した。同じく鏡花ものの、『白鷺』（1910年）、『日本橋』（1915年）も初演した。
秋月、高田などが世を去り、1917年（大正6年）ころからは、伊井、河合武雄とともに、「新派の三頭目」と呼ばれた。
ほとんど女役ばかりを演じながら、洋服に凝り、葉巻を離さず、コーヒー、ウイスキーを好み、輸入映画を見回り、麻雀・ゴルフに興じる紳士であった。そして歌舞伎に詳しかった。
1939年（昭和14年）、愛弟子の花柳章太郎はじめ、柳永二郎・大矢市次郎・伊志井寛らが『新生新派』を結成し、喜多村・河合らは『本流新派』に残ったが、『本流新派』が次第に無人になった戦後は、『新生新派』にも出演し、1949年からは、大合同した『劇団新派』に属した。
1948年（昭和23年）77歳、芸術院会員に選ばれた。1955年、重要無形文化財保持者（いわゆる人間国宝）に認定され、また、文化功労者に選ばれた。
1961年（昭和36年）、滿90歳を目前に没した。墓所は雑司ヶ谷霊園。
外孫に演出家の戌井市郎がいる。

## 文業

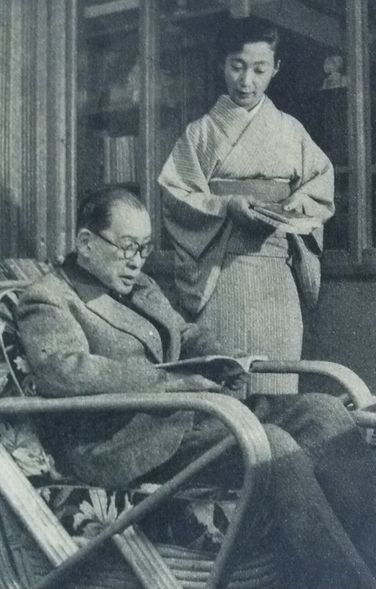
妻・九寿子とともに（1954年）

- 『わが芸談』、『演藝画報』誌に掲載（1908 & 1911）
- 『芸道礼讃』、二見書房（1943）
- 『喜多村緑郎日記』（1923 - 1929）、喜多村九寿子編、演劇出版社（1962）
- 『癖』、（「日本の名随筆別巻10、作品社（1991）ISBN 4878938307」中の一篇）
- 『日本の芸術・新派 喜多村緑郎対談』、（「三島由紀夫全集決定版39 対談1、新潮社（2004）ISBN 4106425793」中の一篇）
- 『あけずの間』、（「文芸怪談実話、筑摩書房 ちくま文庫（2008）ISBN 9784480424617」中の一篇）

## その他
2016年9月に長年空き名跡だったが、新たに歌舞伎から新派へ移籍した二代目市川月乃助が二代目喜多村緑郎を襲名した。